# Paralopostega callosa
Paralopostega callosa là một loài bướm đêm thuộc họ Opostegidae. Nó là loài đặc hữu của Oahu, ở đó nó is thought to be widespread in núi Koolau.
Ấu trùng ăn các loài Melicope, bao gồm Melicope lydgatei và Melicope rotundifolia. Chúng ăn lá nơi chúng làm tổ. ==Tham khảo==